# Bokel (près Barmstedt)
Pour les articles homonymes, voir Bokel.
Bokel est une commune allemande du Schleswig-Holstein, située dans l'arrondissement de Pinneberg (Kreis Pinneberg), à huit kilomètres au nord de la ville de Barmstedt. Bokel fait partie de l'Amt Hörnerkirchen qui regroupe quatre communes en tout.